# Brendon Todd
Brendon Todd (Pittsburgh, 22 juli 1985) is een Amerikaans golfprofessional. Hij debuteerde in 2008 op de Web.com Tour en in 2009 op de Amerikaanse PGA Tour.

## Loopbaan
Als een golfamateur speelde Todd juniorengolf op de Prestonwood Country Club in Cary, North Carolina en de Green Hope High School. Na zijn studies op de hogeschool ging hij naar de Universiteit van Georgia waar hij anno 2005 lid werd van het team voor het National Championship en tevens met het team het kampioenschap won.
In 2007 werd Todd een golfprofessional en in 2008 maakte hij zijn debuut op de Nationwide Tour. Tijdens zijn debuutseizoen won hij het Utah Championship en op het einde van het seizoen eindigde hij op de 19de plaats. Hiervoor kreeg hij een speelkaart voor de PGA Tour in 2009. Op het einde van het seizoen in 2009, kreeg hij geen speelkaart voor 2010 en keerde terug naar de Nationwide Tour.
In 2013 behaalde Todd zijn tweede zege op de Web.com Tour (voorheen bekend als de Nationwide Tour) en hij eindigde het seizoen op de 20ste plaats waardoor hij een speelkaart kreeg voor de PGA Tour in 2014.
Op 18 mei 2014 behaalde Todd op de PGA Tour zijn eerste zege door het HP Byron Nelson Championship te winnen.

## Prestaties

### Professional
PGA Tour
| # | Datum       | Toernooi                     | Score           | Score | Info |
| - | ----------- | ---------------------------- | --------------- | ----- | ---- |
| 1 | 18 mei 2014 | HP Byron Nelson Championship | 68-64-68-66=266 | −14   |      |

Nationwide/Web.com Tour
- 2008: Utah Championship
- 2013: Stadion Classic at UGA

NGA Hooters Tour
- 2007: Dothan Classic

EGolf Professional Tour
- 2007: Musgrove Mill Classic